# NGC 329
NGC 329 est une galaxie spirale vue par la tranche et située dans la constellation de la Baleine. NGC 329 a été découverte par l'astronome allemand Albert Marth en 1864.

## Caractéristiques
Sa vitesse par rapport au fond diffus cosmologique est de 4 943 ± 25 km/s(4943 ± 25) km/s, ce qui correspond à une distance de Hubble de 72,9 ± 5,1 Mpc (∼238 millions d'al).
À ce jour, quatre mesures non basées sur le décalage vers le rouge (redshift) donnent une distance de 86,350 ± 4,275 Mpc (∼282 millions d'al), ce qui est légèrement à l'extérieur des valeurs de la distance de Hubble.
La classe de luminosité de NGC 329 est II et elle renferme possiblement des régions d'hydrogène ionisé.